# Salomo Friedlaender
Pour les articles homonymes, voir Friedlaender.
Œuvres principales
Rosa, die schöne Schutzmannfrau (1913)
Salomo Friedlaender, aussi Salomon et Friedländer (4 mai 1871 à Gollantsch, aujourd'hui Gołańcz en Pologne - 9 septembre 1946 à Paris) est un écrivain et philosophe libertaire. C'est un représentant de l’expressionnisme littéraire allemand. Ses œuvres non philosophiques sont publiées sous le pseudonyme de Mynona, une anagramme d’Anonym.

## Biographie
Salomo Friedlaender grandit en Posnanie. Au début du XXe siècle, il vit à Berlin, après un doctorat de philosophie. Il publie dans de nombreuses revues des grotesques sous le pseudonyme de Mynona qui ont une forte influence sur le mouvement littéraire expressionniste.
Il réserve son véritable nom à la publication d’ouvrages de philosophie, Schopenhauer. Seine Persönlichkeit in seinen Werken (1907), Friedrich Nietzsche. Eine intellektuelle Biographie (1911).

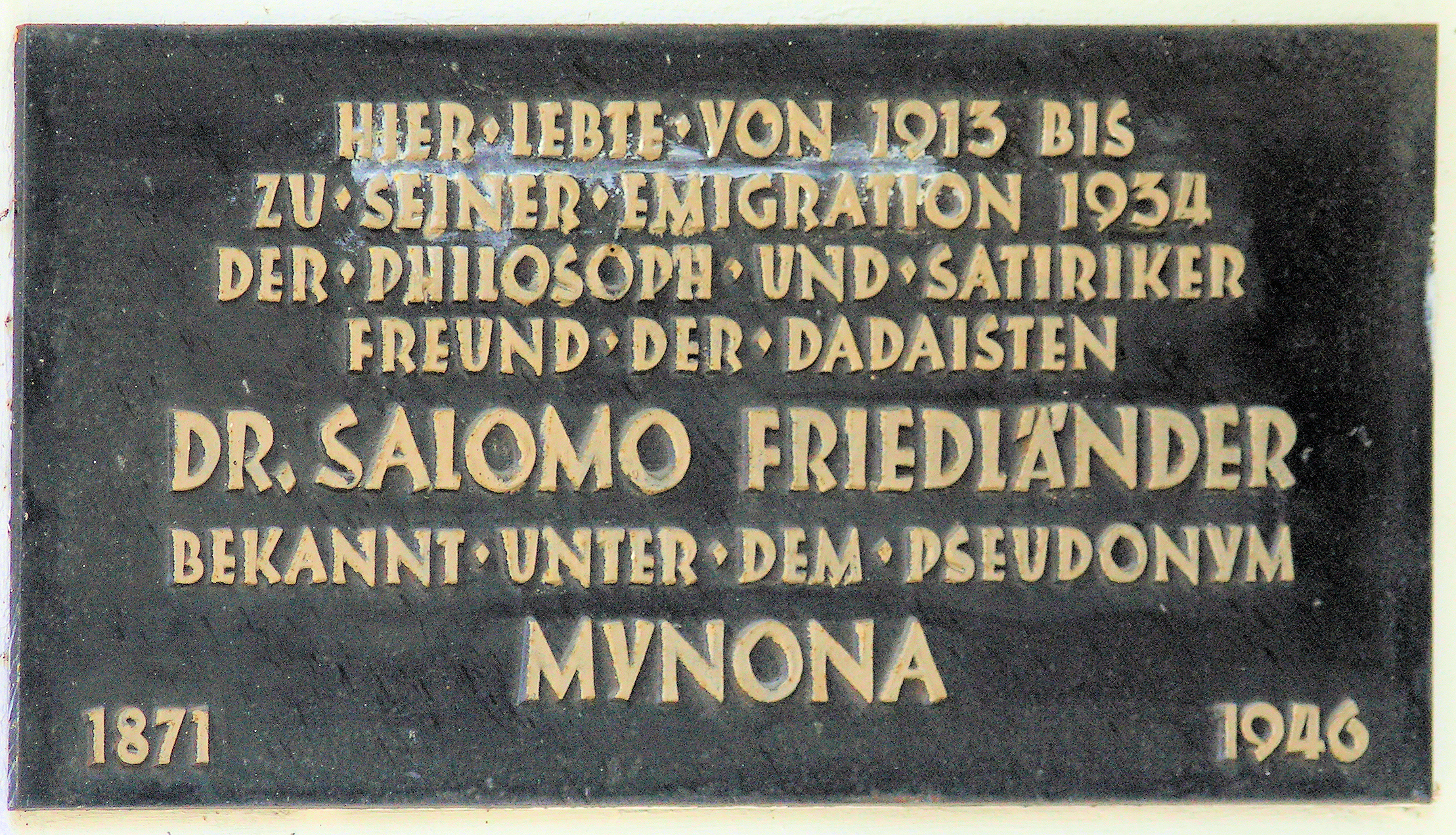
Plaque commémorative sur la façade de son habitation Johann-Georg-Strasse, 20, à Berlin.

En septembre 1933, il fuit l'Allemagne nazie vers la France. Ses livres sont interdits par le régime hitlérien. Il survit à la Seconde Guerre mondiale et s'éteint en 1946, à Paris.

## Ouvrages
- 1913 : Rosa, die schöne Schutzmannfrau
- 1921 : Mein Papa und die Jungfrau von Orléans nebst anderen Grotesken

### Textes
- (en) Avec Anselm Ruest, Contributions to the History of Individualism, 1927, The anarchist library, lire en ligne.

### Sources
- Laurent Margantin, Dada ou la boussole folle de l’anarchisme - Une Allemagne enfouie, Lignes, n°16, février 2005, pp. 148-159, lire en ligne, DOI 10.3917/lignes.016.0148.
- (de) Heinz Schöffler, Der jüngste Tag. Die Bücherei einer Epoche, Francfort, Verlag Heinrich Scheffler, 1970.